# Linden-Center
Het Linden-Center is een winkelcentrum in Berlijn-Neu-Hohenschönhausen Het werd geopend op 26 oktober 1995 en behoort samen met Eastgate in Marzahn, het Spreecenter in Hellersdorf en het Forum Köpenick tot de belangrijkste winkelcentra in Oost-Berlijn.

## Ligging en voorzieningen
Het winkelcentrum is gelegen aan de Prerower Platz 1-3 in het centrum van de wijk en biedt werk aan 800 mensen. Het ligt aan de Falkenberger Chaussee en dicht bij het treinstation Hohenschönhausen. Het winkelcentrum beschikt over een verkoopoppervlakte van circa 25.000 m² op drie niveaus. Het heeft 800 parkeerplaatsen op twee niveaus.

## Geschiedenis

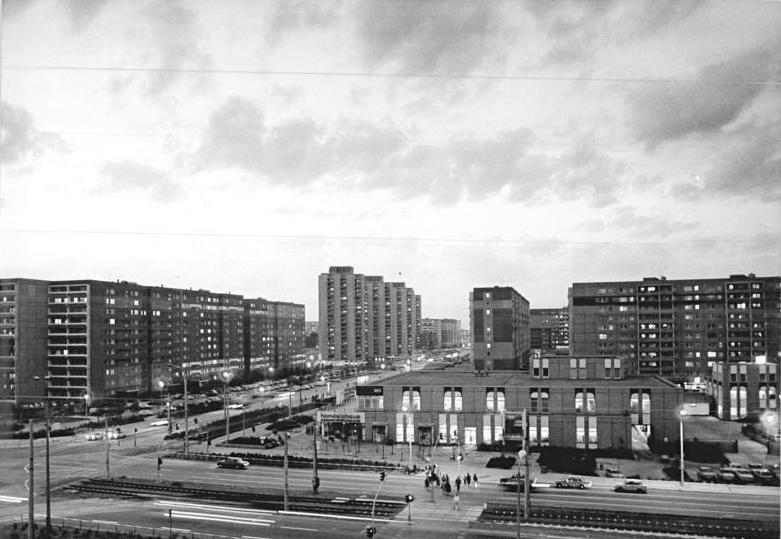
Blik op het voormalig Handelshaus in 1988 (zuidoosten)

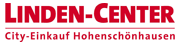
Linden Center-logo

Op de locatie waar nu het winkelcentrum staat was voorheen het Handelshaus, een kleiner winkelcentrum in de voor deze buurt typerende prefabbouw, dat op 26 september 1985 geopend werd en dienst deed als winkel- en dienstencentrum voor de toen pas opgerichte wijkHohenschönhausen.
In april 1994 begonnen de sloopwerkzaamheden ten gunste van het nieuwe centrum, dat gebouwd werd tussen 6 juli 1994 en 26 oktober 1995. Het Linden Center is bewust ontworpen en gebouwd door ECE Projektmanagement GmbH & Co. KG als binnenstedelijke tegenhanger van de weidewinkels in samenwerking met de gemeente. 